# Zuideramstel

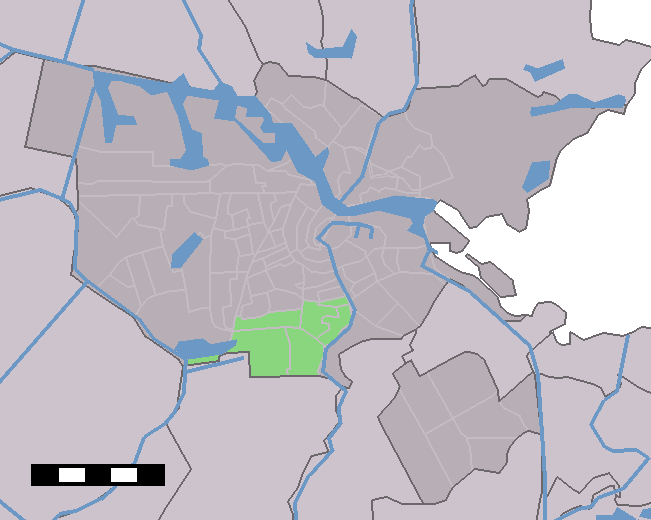
Läge i Amsterdams kommun.

Zuideramstel är en stadsdel i den nederländska huvudstaden Amsterdam. Stadsdelen hade 2004 totalt 47 001 invånare.